# 戲作
戲作（げさく、ぎさく）是江戶時代後期的通俗小說類之總稱。戲作的著者稱為戲作家。

## 種類
戲作大致分成洒落本、滑稽本、談義本、人情本、讀本、草双紙。草双紙依內容、形態又分成赤本、黑本、青本、黃表紙、合卷。

### 落本
落本描寫在遊所（遊廓等）遊樂的內容。代表有山东京传的『傾城買四十八手』等。

### 滑稽本
滑稽本描寫滑稽的故事。式亭三馬『浮世風呂』、十返舍一九的『東海道中膝栗毛』等為代表。

### 談義本
談義本描寫滑稽和教訓的故事，滑稽本的先驅。

### 人情本
人情本主要描寫戀愛故事。為永春水的『春色梅兒譽美』、『春告鳥』等為代表。

### 讀本
讀本是以文章為中心，配上口繪、插繪，內容多為勸善懲惡、因果報應的讀物，娛樂性強，但文學性高於草双紙等，初期的讀本由知識人創作。在江戶、大坂的上田秋成、曲亭馬琴、山東京傳等作家相當活躍。
代表有秋成的『雨月物語』、馬琴的『南總里見八犬傳』等。

### 草双紙
草双紙是在繪畫的餘白中以假名書寫劇情概要的物語。也以繪草紙（繪双紙）或單以繪本稱之。內容多以兒童為對象，但是，逐漸發展為以大人為對象的洒落・滑稽的內容。以表紙（封面）的顏色和內容分類。
- 赤本 - 以兒童為對象。桃太郎等傳說故事。
- 黑本 - 報仇等忠義、武勇傳之類。
- 青本 - 以少年、女性為對象，戲劇的概要。
- 黃表紙 - 以大人為對象，娛樂性強的內容。
- 合卷 - 故事較長，三冊以上的分冊裝訂成一卷之書。

## 歷史
創作『風流志道軒傳』等的平賀源內被稱為戲作家之祖。初期的戲作家多是大田南畝等武士階級。但是，寛政改革的彈壓之後，出現庶民的式亭三馬、十返舍一九等戲作家，讀本、人情本、草双紙大為流通。天保改革之後，人情本衰退，合卷取而代之刊行增加。戲作的創作持續至明治初期，假名垣魯文等為代表。

## 關連項目
- 小說
- 浮世草子
- 御伽草子
- 戲畫